# Weißer Turm (Nürnberg)

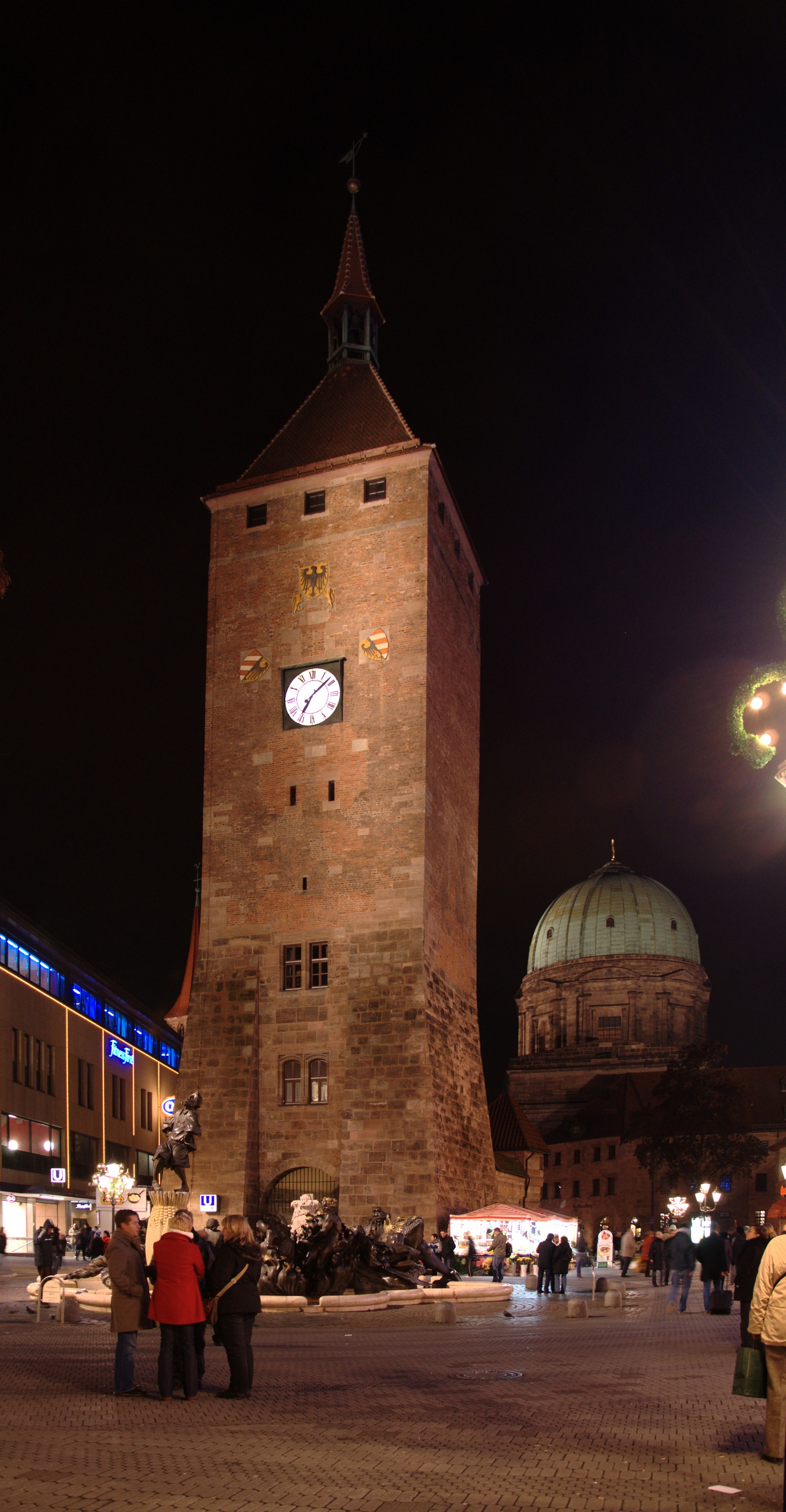
Der Weiße Turm bei Nacht (von Nordosten), rechts im Hintergrund die Kuppel von St. Elisabeth

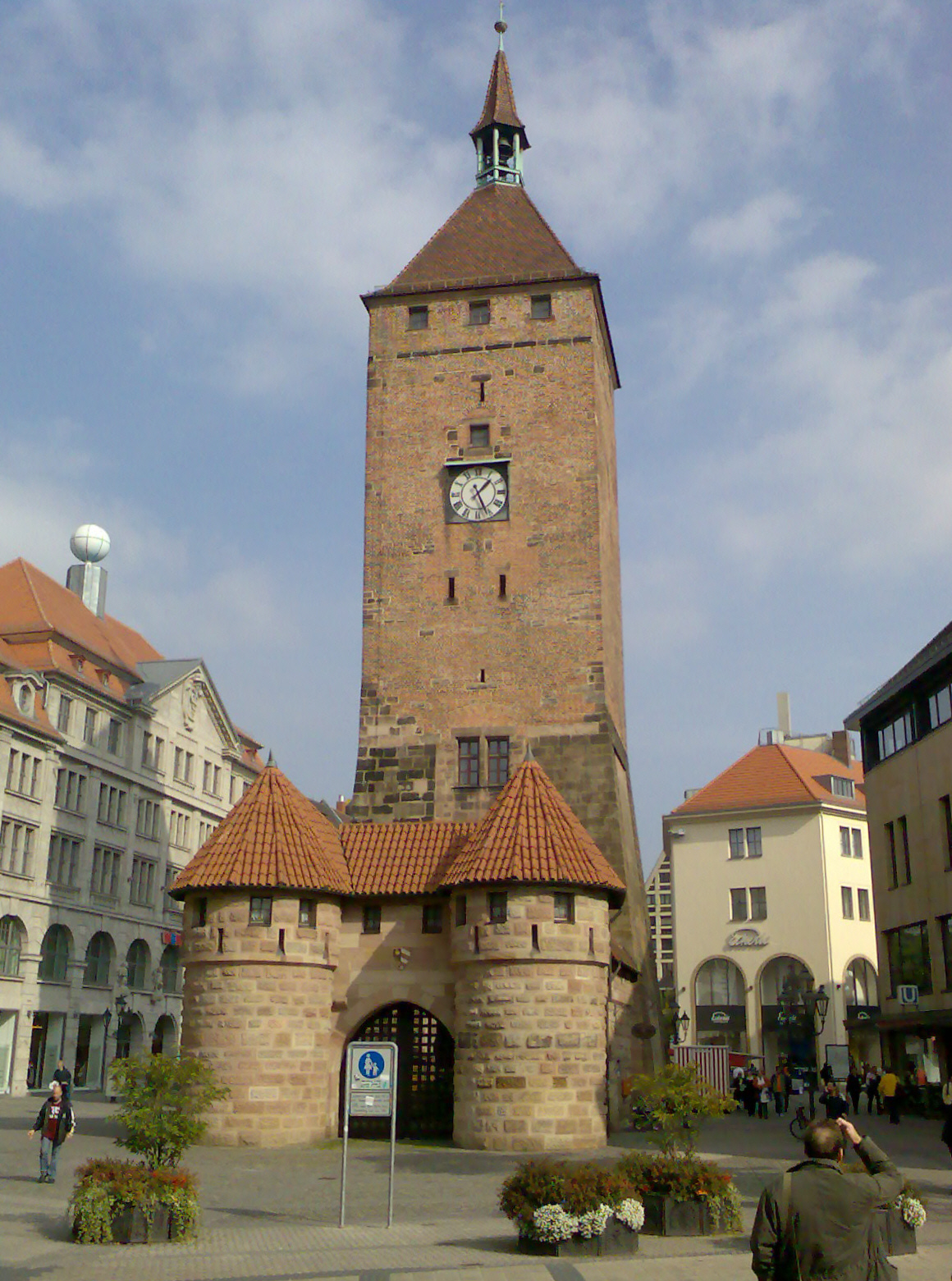
Weißer Turm mit Barbakane (von Südwesten)

Der Weiße Turm ist ein Torturm der vorletzten Stadtbefestigung Nürnbergs.

## Lage und Umgebung
Der Turm befindet sich am Ludwigsplatz in der Lorenzer Altstadt, gegenüber den ehemaligen Deutschordenskirchen St. Jakob und St. Elisabeth. Er schließt die an der Lorenzkirche beginnende Fußgängerzone (Karolinenstraße und Breite Gasse) nach Westen hin ab. Während er früher in die zwischenzeitlich abgegangene zweite Stadtmauer eingebaut war, steht er heute freigestellt auf dem Platz. Östlich von ihm befindet sich der Hans-Sachs-Brunnen, der von den Nürnbergern liebevoll Ehekarussell genannt wird.

## Geschichte
Der Turm war ursprünglich Bestandteil des Inneren Spittlertores (benannt nach dem ehemals benachbarten Elisabethospital) und beherbergt wie der Laufer Schlagturm eine Schlaguhr, die als Teil eines flächendeckenden Netzes von Schlaguhren die etwas komplizierte Nürnberger Uhr verkündete.
Der Turm ist ein Backstein/Sandsteinquaderbau mit spitzbogiger Tordurchfahrt und Ausweichnischen. Er ist vermutlich um 1250 entstanden und diente ursprünglich auch als Mautstelle. Zusammen mit dem Laufer Schlagturm und dem Schuldturm ist er einer der wenigen erhaltenen Türme seiner Epoche in Nürnberg. Der nach dem Übergang der Reichsstadt an Bayern geplante Abriss konnte durch den Widerstand der Nürnberger Bürger verhindert werden.
Sein Name wird von dem weißen Verputz des Backsteinmauerwerks in früheren Jahren abgeleitet. Im Zuge von Renovierungsarbeiten in der Nachkriegszeit wurde der Verputz entfernt und die Barbakane rekonstruiert.
Seit  dem Bau der U-Bahn 1978 ist in die Tordurchfahrt eine Rolltreppe zum östlichen Zugang des U-Bahnhofs Weißer Turm eingebaut. Eine unterirdische bauliche Verbindung zum benachbarten Kaufhaus Wöhrl, zwischenzeitlich verschlossen, ist seit Eröffnung des U1-Fashion im Jahr 2004 wieder geöffnet. Auf derselben Zwischenebene ist auch der direkte Zugang zum Kaufhaus C&A möglich.